# Elezioni regionali in Valle d'Aosta del 1993
Le elezioni per il rinnovo del X Conseil de la Vallée / Consiglio Regionale della Valle d'Aosta si sono svolte il 30 maggio 1993.
La pesante flessione democristiana sotto i colpi di Tangentopoli portò stabilità in regione sulla base del patto fra Union Valdôtaine e la sinistra.

## Risultati elettorali
| Partiti                                                                                            | voti   | voti (%) | seggi |
| -------------------------------------------------------------------------------------------------- | ------ | -------- | ----- |
| Union Valdôtaine (UV)                                                                              | 30.312 | 37,27%   | 13    |
| Democrazia Cristiana (DC)                                                                          | 12.091 | 14,87%   | 5     |
| Partito Democratico della Sinistra - Gauche Valdôtaine (PDS-GV)                                    | 6.987  | 8,59%    | 3     |
| Lega Nord (LN)                                                                                     | 6.176  | 7,59%    | 3     |
| Verdi Alternativi                                                                                  | 5.816  | 7,15%    | 3     |
| Autonomistes Démocrates Progressistes - Partito Repubblicano Italiano - Indipendenti (ADP-PRI-IND) | 5.247  | 6,45%    | 2     |
| Pour la Vallée d'Aoste                                                                             | 3.527  | 4,34%    | 2     |
| Alleanza Popolare Autonomista (APA)                                                                | 3.234  | 3,98%    | 2     |
| Partito Socialista Italiano (PSI)                                                                  | 3.132  | 3,85%    | 1     |
| Partito della Rifondazione Comunista (PRC)                                                         | 2.817  | 3,46%    | 1     |
| Movimento Sociale Italiano - Destra Nazionale (MSI-DN)                                             | 1.390  | 1,71%    | -     |
| Lega Alpina                                                                                        | 603    | 0,74%    | -     |
| Totale                                                                                             | 81.332 | 100,00   | 35    |
| |        |          |       |

Fonti: Ministero dell'Interno, ISTAT, Istituto Cattaneo, Consiglio Regionale della Valle d'Aosta